# Plan de répartition des effectifs médicaux
Pour un article plus général, voir Système de santé au Québec.
Le plan de répartition des effectifs médicaux (ou PREM) est la politique d'affectation des médecins au Québec par le gouvernement québécois. Par extension de langage, le terme PREM désigne aussi bien un poste de médecin disponible dans un établissement hospitalier donné ou dans un CSSS (Centre de santé et de services sociaux).
Pour chaque spécialité et pour chaque établissement hospitalier à travers la province, un effectif médical maximal est attribué.
Tous les centres de soin dont l'effectif médical maximal autorisé est supérieur à l'effectif médical réel ont autant de PREM (postes ouverts) correspondant à la différence entre effectif maximal et effectif réel.
Tous les centres de soin dont l'effectif médical maximal autorisé est égal ou inférieur à l'effectif réel sont interdits de recrutement.